# چارلز مک‌مورتری
چارلز مک‌مورتری (انگلیسی: Charles McMurtrie; ۱ مهٔ ۱۸۸۱ – ۹ اوت ۱۹۵۱) بازیکن راگبی ۱۳ و ۱۵ نفره اهل استرالیا بود.